# Tulnici
Tulnici es una comuna ubicada en el distrito de Vrancea, Rumania.

## Superficie
Posee una superficie de 227,3 kilómetros cuadrados.

## Demografía
Hasta 2021 la población era de 4137 habitantes, con una densidad de población de 18,20 habitantes por kilómetro cuadrado.